# Iveco Myway
Pour les articles homonymes, voir My Way.
Le MyWay est un autocar extra-urbain, présenté en 1999 et produit sous la marque IVECO Bus dans un premier temps puis avec le logo Irisbus ensuite, jusqu'en 2006.

## Caractéristiques
Le MyWay figurait, dans l'imposante gamme IVECO Bus/Irisbus, comme un autocar à vocation extra urbaine, au même titre que l'Eurorider, pour les transports sur de longues distances, sachant qu'il n'existait pas, contrairement à l'habitude Iveco, une version extra urbaine de l'Iveco Cityclass.
C'est pour cela que ce véhicule a connu une aussi grande diffusion, notamment en Italie, alors qu'il n'était pas proposé en plusieurs versions. En effet il n'était disponible qu'en 12 mètres de longueur avec une seule option : la porte centrale, à un ou deux vantaux.
Le MyWay était équipé d'un moteur de nouvelle génération Iveco Cursor, comme pour toute la gamme nouvelle chez Iveco (EuroTech, EuroStar, Eurotrakker, Stralis, Trakker et EuroCargo) d'une puissance allant de 310 à 352 cv, d'où les appellations  399E12.31 et 393E12.35. 
Le code se décompose ainsi, ZCF393E12.35 voulant dire : 
- ZCF : code VIN Fiat
- 393 : 3 = type de châssis inter urbain et ligne, et 93 numéro d'ordre du projet,
- E : pour toutes les séries Euro
- 12 : pour la longueur en mètres
- .31/.35 : pour la puissance du moteur en dizaines de chevaux DIN (310 et 352 cv).

Le MyWay adopte une boîte de vitesses mécanique ZF à 6 rapports ou une boîte automatique ZF à 5 rapports. Les suspensions sont pneumatiques intégrales, les fauteuils sont au nombre de 55. Le nombre de passagers transportés peut atteindre, selon la législation du pays, jusqu'à 84 personnes en incluant les places debout. 
Le véhicule était accessible aux personnes à mobilité réduite.

## Diffusion
Le MyWay a connu une très large diffusion notamment en Italie, et particulièrement auprès de la SITA qui en compte encore plusieurs centaines dans son parc en circulation.

## TransformationIVECO Bus/Irisbus
Avec la mise en place opérationnelle en 2002 de l'unité Irisbus, le MyWay a adopté, sur sa calandre, le nouveau logo de la marque, un dauphin, qui est venu remplacer le logo classique IVECO.
Pendant toute sa période de fabrication sous le label IVECO Bus, le châssis "393.12" servit de base au véhicule. À partir du changement d'emblème, le châssis a été remplacé et est devenu le Irisbus "399E.12". Ce qui aurait dû constituer une seconde génération du véhicule mais l'esthétique générale n'ayant pas évolué, le nom sera conservé jusqu'à son arrêt de production.

## Fin de production
C'est en mars 2007 que le dernier autobus MyWay a été produit. Il a été remplacé par deux nouveaux modèles, les Irisbus Arway et Crossway. 
En réalité, le Arway est le véritable successeur du MyWay, tandis que le Crossway est une version simplifiée du Arway, plus dans la lignée de l'ex Axer qu'il remplace.